# Mairie de Galan
Pour les articles homonymes, voir Galan.
La mairie de Galan, aussi nommée hôtel de ville de Galan, désigne le bâtiment civil accueillant les institutions municipales de la ville de Galan.

## Description
La mairie est construite en 1820 par l'architecte départemental Artigala. 
La mairie se situe à l'étage et rez-de-chaussée est réservé à la halle délimitée par des piliers en bois ou en pierre reliés par des cintres en bois. 
L'escalier prenant appui sur le mur nord mène à l'étage où se trouvent la salle des archives et les salles de réunion, greffe et justice de paix. Toutes les trois sont desservies par un couloir menant à la galerie ménagée le long du mur est.
Les pièces ouvrent sur la galerie par trois portes-fenêtres dont celle du milieu est surmontée d'un fronton triangulaire en bois mordant sur la toiture.
L'édifice est inscrit au titre des monuments historiques le 11 octobre 1984.

## Localisation
Elle est située au 1 place de la Bastide au centre de la commune, à côté de l'Église Saint-Julien.

## Galerie d'images

Sélection de vues de la mairie
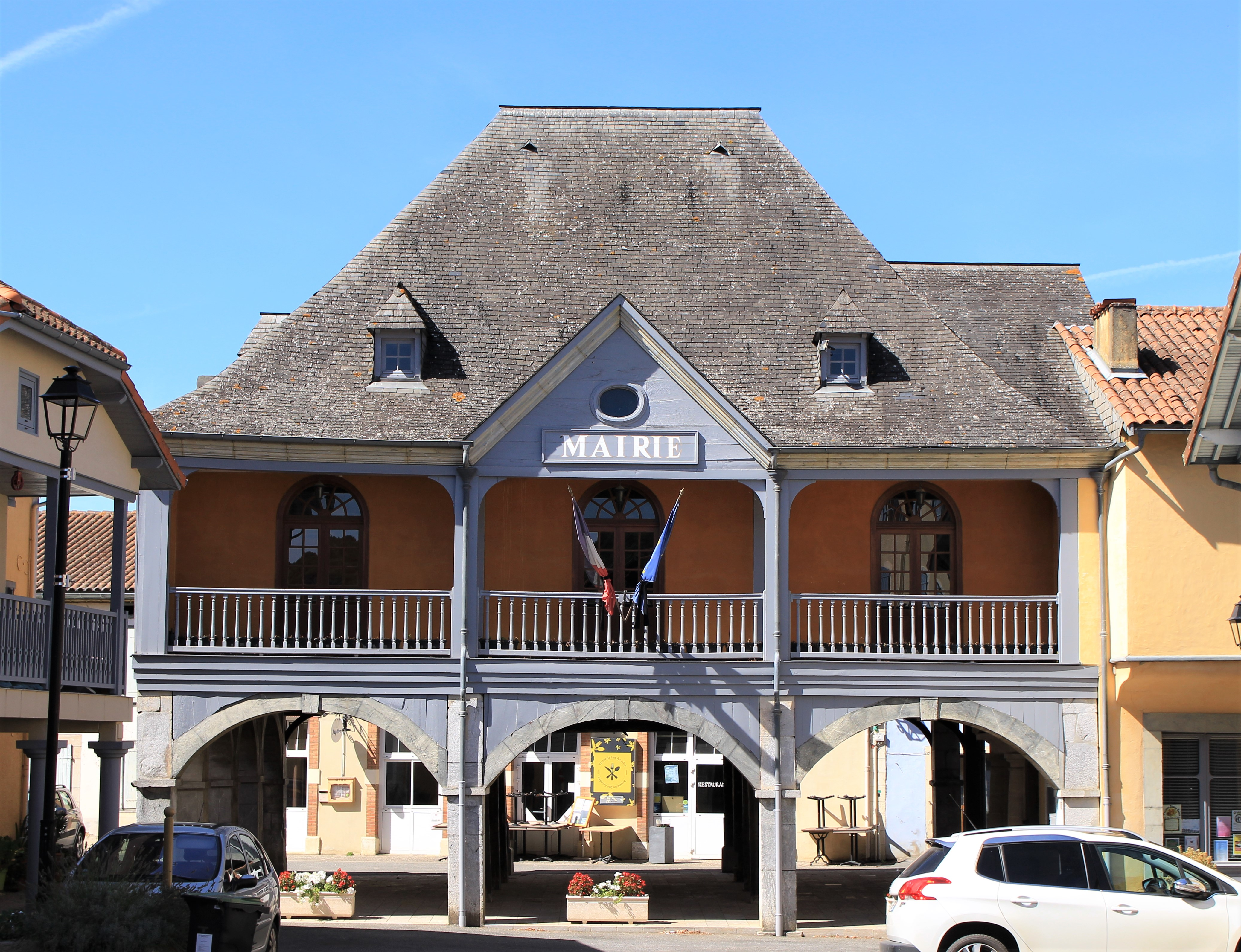
Vue de face.
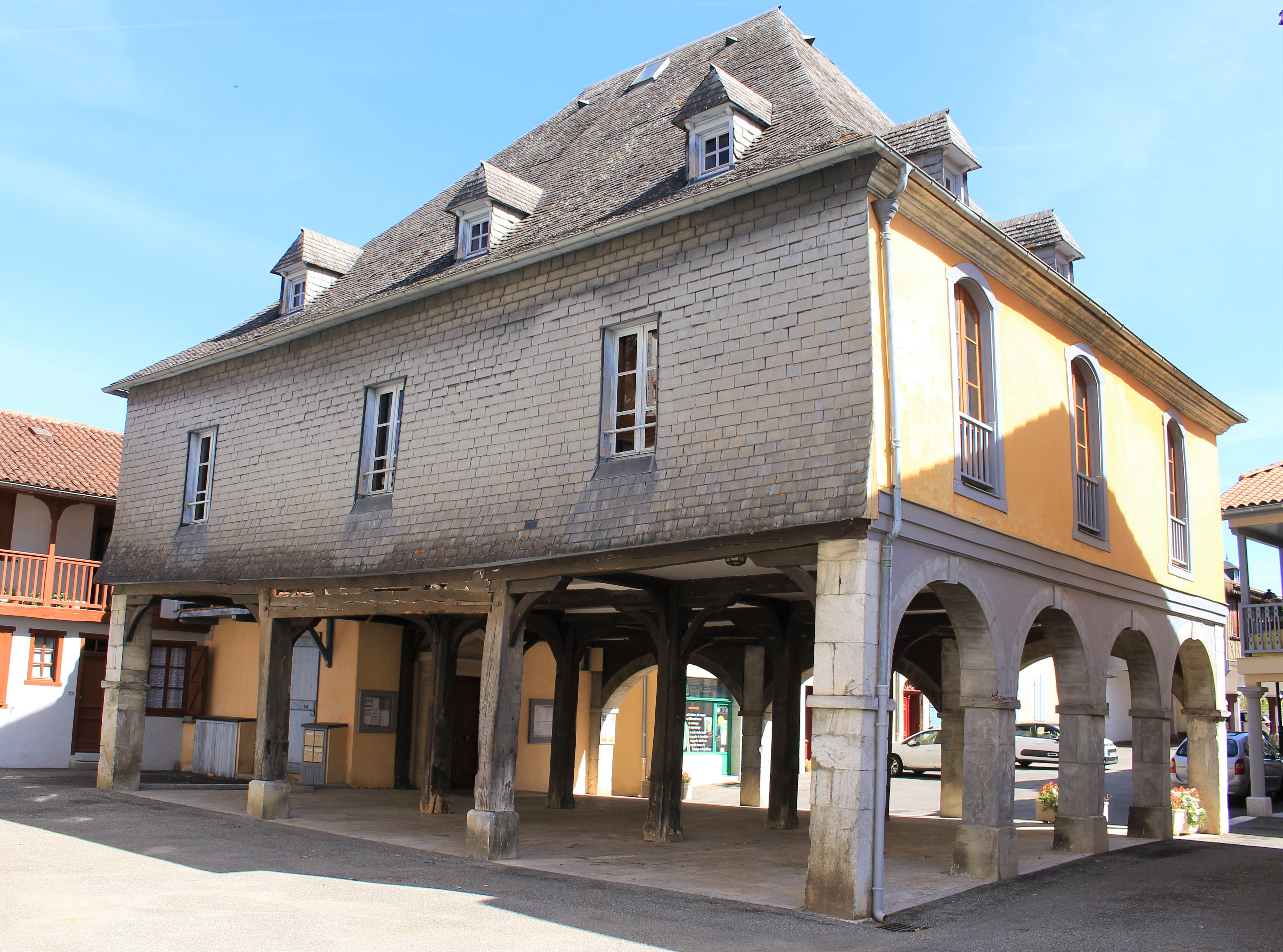
Vue de derrière.
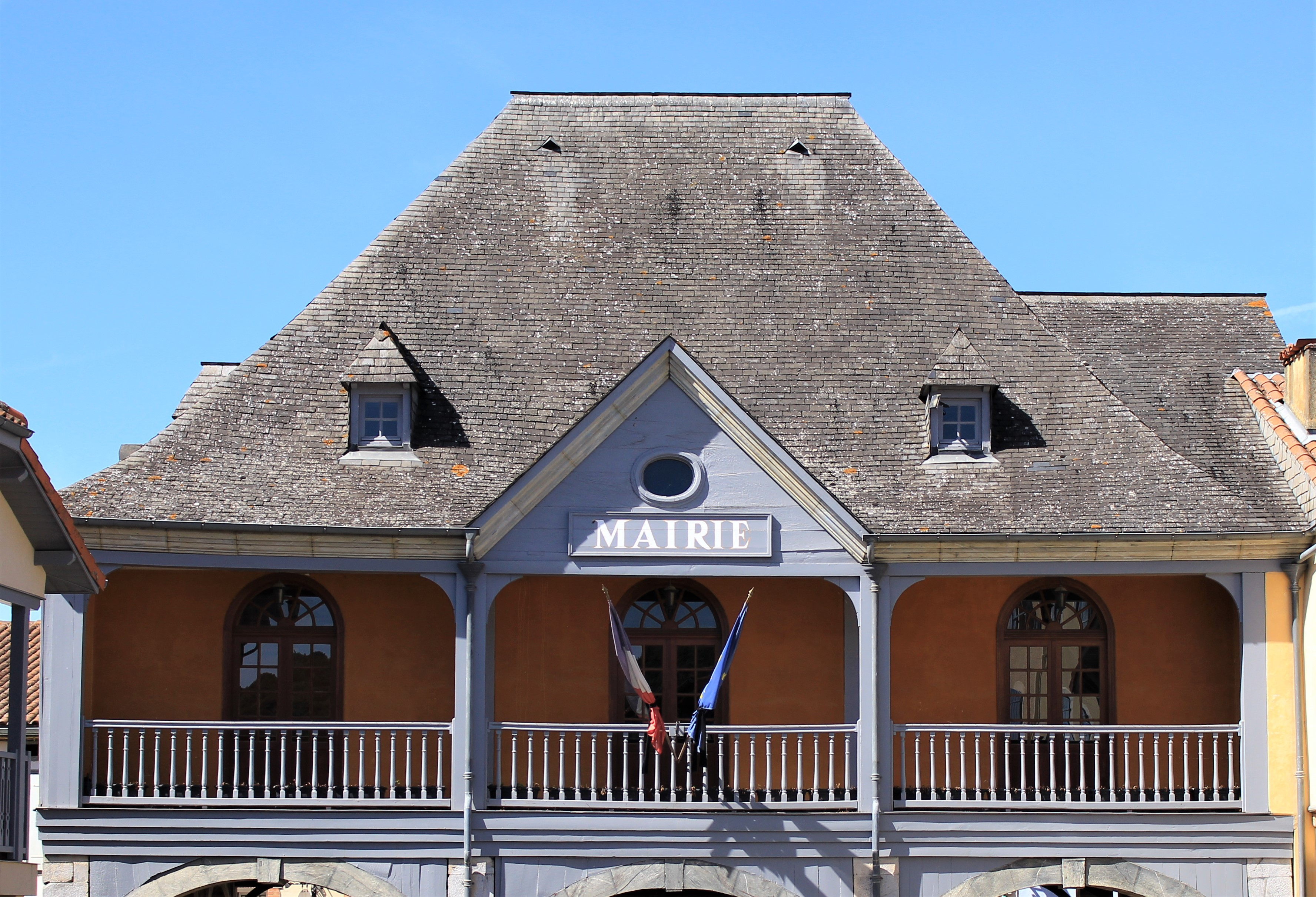
L'étage.